# 善行章

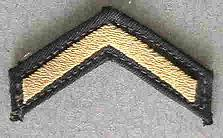
帝国海軍の善行章

善行章（ぜんこうしょう）は、善行を表彰するための章。戦前の大日本帝国海軍に於て定められていたほか、地方公共団体や任意団体によるものが存在する。

## 軍隊における善行章

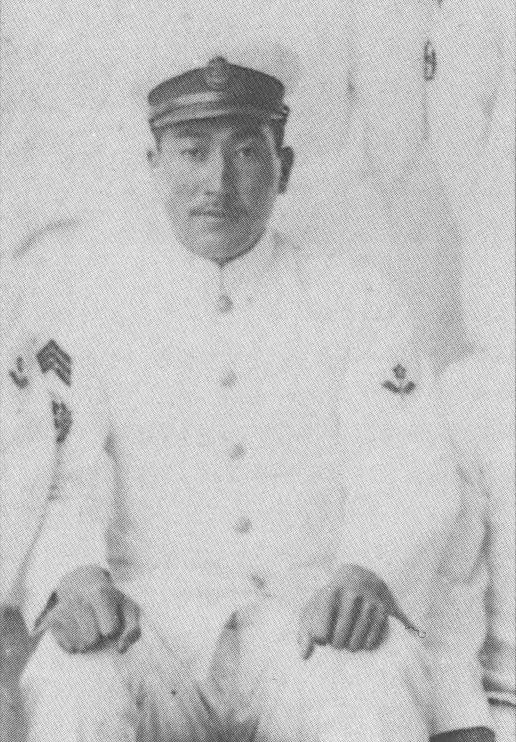
右袖に善行章3線を着けた半田亘理一空曹。

帝国海軍の善行章は山型の臂章（ひしょう。肘から下に付ける飾線）で、入営より3年間大過なく任務を遂行した者に善行章一線（線1本）の着用が許され、その後3年毎に一線ずつ追加された。さらに、戦功を挙げた者には特別善行章も授与された。善行章は特別善行章と合わせて最高で5本佩用することができ、軍服の右腕部分、階級章の上に縫いつけられた。善行章は階級社会である軍隊において畏怖される権威を有するものであり、受章本数により俸給にも相違があった。授与本数の多い下士官兵は部下の者の畏敬を集めたという。なお、善行章を受章する際、その受章を証する善行証書を附典（授与）された。
帝国陸軍や戦後の自衛隊（陸海空）では、類似のものとして精勤章が定められている。地域の消防機関である消防団でも精勤章または優良章という名で同様に年功や精勤による臂章の付与を行う習慣がある。

## 表彰記章としての善行章
市町村などの公共機関或いは公益法人が市民などの奉仕活動等を表彰するために定めている例がある。特に代表的な例としては社団法人日本善行会の表彰事業があり、主にボランティア活動にて功績ある人物に対して同会の定める善行金章、善行銀章、善行銅章、善行章が授与されるなど毎年表彰がなされている。

## 善行章の訳語が充てられる日本以外の国の章
他国の章のうち、英語の"Good Conduct Medal"、"Good Conduct Badge"並びに"Good conduct stripe"及びこれらの語に類するそれ以外の国の語に“善行章”の訳語が充てられることがある。

### Good Conduct Badge
英国海軍のGood Conduct Badgeは、階級章の下に付ける下向きの山形章で、Petty Officer以下の下士官兵が付ける。文献上は1849年に導入が確認されている。当初は良好な勤務5年、10年、15年ごとに最高3本までの付与であったが、その後付与年数は3年、8年、13年に変更され、現在は4年ごとに最大で3本までとなっている。英国連邦の各国（インド、オーストラリア、カナダなど）でも同様の制度が導入されている。1969年までは1本につき手当が支給されていた。
- 1849年1月 - 1860年
  - 5年、10年、15年経過ごとに付与。最高3本。1本につき1日1ペニーの手当が支給された。
- 1860年6月 - 1919年1月
  - 3年、8年、13年経過するごとに付与となった。
- 1919年2月 - 1946年6月
  - 手当が3ペニーとなった。また海兵隊には善行章3本に相当する者に対して手当が支給されることになった。
- 1946年7月 -
  - 4年、8年、12年ごとに付与となった。また手当も1本につき1日4ペニーに引き上げられた。
- 1970年4月 -
  - 善行章手当は廃止され、別の手当に移行した。